# Festa d'amore
Festa d'amore (State Fair) è un film statunitense del 1945 diretto da Walter Lang.
È un adattamento musicale del film Montagne russe (1933), a sua volta ispirato ad un romanzo del 1932 di Phil Stong, con musiche originali di Rodgers e Hammerstein.
Ne è stato fatto un remake nel 1962 dal titolo Alla fiera per un marito (State Fair): interpretato da Pat Boone e Ann-Margret, anche se questa volta ambientato nel Texas.
State Fair è stato l'unico musical scritto da Rodgers e Hammerstein direttamente per il cinema. Il film introdusse canzoni popolari come It's A Grand Night For Singing e It Might as Well Be Spring, che vinse l'Oscar alla migliore canzone. Nel 1996 è stato adattato per un musical di Broadway con lo stesso nome, con brani aggiuntivi tratti da altri musical di Rodgers e Hammerstein.

## Produzione
Il film, diretto da Walter Lang su una sceneggiatura di Paul Green, Oscar Hammerstein II e Sonya Levien con il soggetto di Philip Stong (autore del romanzo), fu prodotto da Twentieth Century Fox Film Corporation e girato nei 20th Century Fox Studios a Century City e nel Russell Ranch a Thousand Oaks in California. Il titolo completo fu Rodgers and Hammerstein's State Fair.

## Distribuzione
Il film fu distribuito negli Stati Uniti nel 1945 al cinema dalla Twentieth Century Fox. Fu presentato in prima mondiale il 29 agosto a Des Moines, quindi aprì a New York il giorno seguente e a Los Angeles il 5 ottobre 1945
Alcune delle uscite internazionali sono state:
- negli Stati Uniti il 29 agosto 1945 (première)
- nel Regno Unito il 24 dicembre 1945
- in Svezia l'11 febbraio 1946 (Vår i luften)
- in Portogallo il 30 settembre 1946 (A Feira da Vida)
- in Messico il 5 dicembre 1946 (La feria de la vida)
- in Austria nel 1947 (Der große Rummel)
- in Finlandia il 30 maggio 1947 (Kevättä ilmassa)
- in Germania Ovest nel 1949
- in Spagna (La feria del estado)
- in Grecia (Nyhtes t'Aprili)
- in Italia (Festa d'amore)

## Home Video
In occasione del 60º Anniversario, la 20th Century Fox ha pubblicato un'edizione rimasterizzata a 2 dischi. In Italia, erroneamente, con il titolo del suo remake: Alla fiera per un marito, contenuto nel secondo disco.
Come extra è stato incluso l'episodio pilota della serie televisiva State Fair, poi non realizzata, del 1976.

## Il cast nel trailer

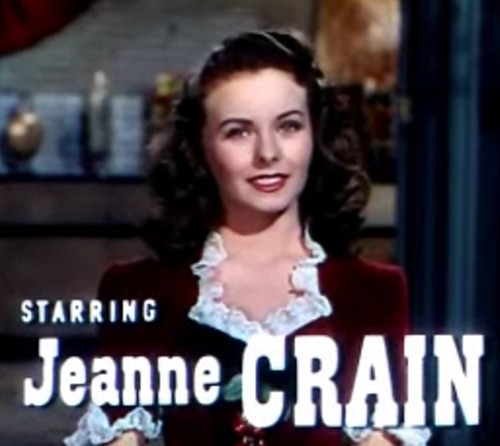
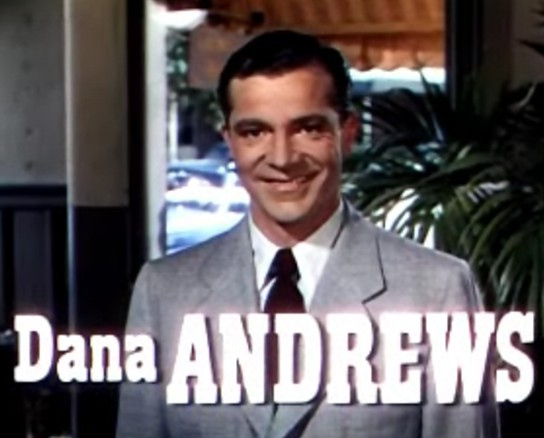
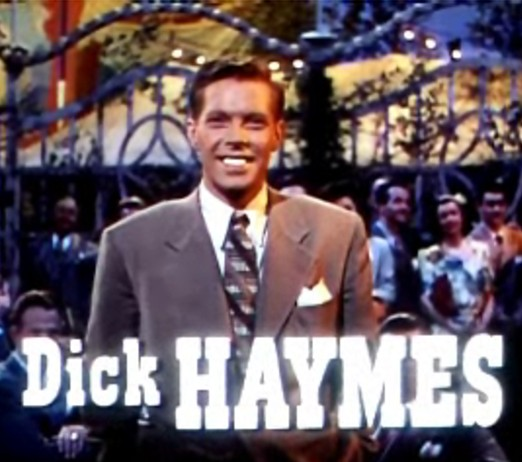
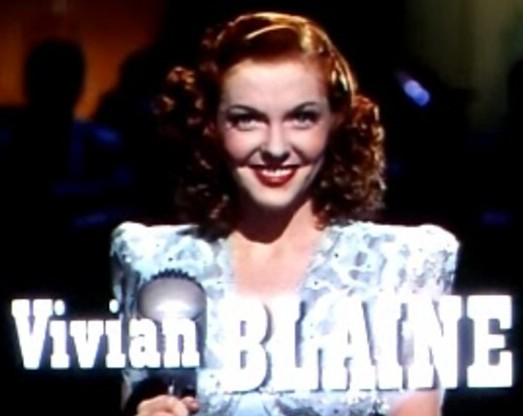
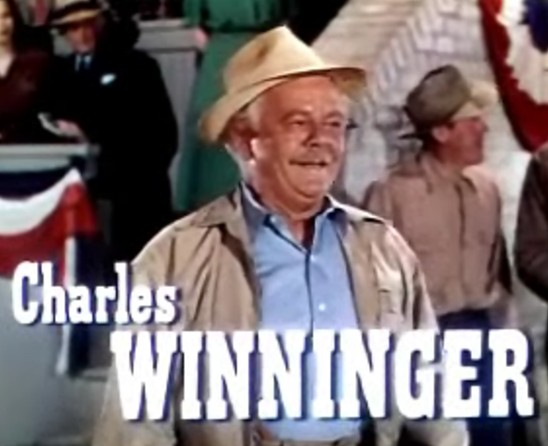
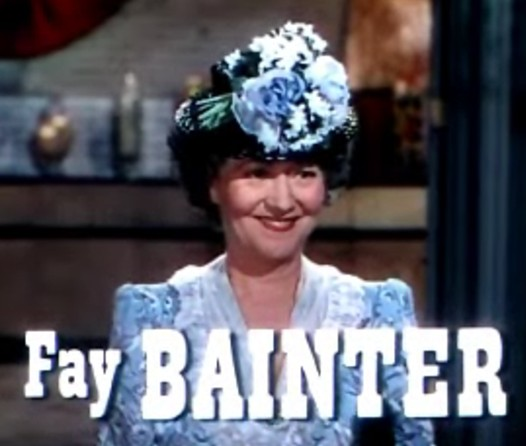